# Oenopota graphica
Oenopota graphica är en snäckart som först beskrevs av Étienne Alexandre Arnould Locard 1897.  Oenopota graphica ingår i släktet Oenopota och familjen kägelsnäckor. Inga underarter finns listade i Catalogue of Life.